# Common Design
Common design (gemeinsames Vorgehen beziehungsweise Vorhaben)  ist ein in der anglo-amerikanischen Rechtstradition  verankertes Rechtsinstitut, das auf der Conspiracy-Theorie (Verschwörung) basiert. Dieser Schuldvorwurf  wurde auf internationales Recht transferiert und kam in den Kriegsverbrecherprozessen nach Ende des Zweiten Weltkrieges zur Anwendung. Common design war das amerikanische Pendant zur britischen conspiracy.

## Definition
Das common design  betraf die Art und Weise der Teilnahme an dem Verbrechen einer Verletzung des Kriegsvölkerrechts. So wurde beispielsweise während der Dachauer Konzentrationslagerprozesse den Angeklagten die billigende Teilnahme an einem System von Tötungen, Misshandlungen und inhumaner Vernachlässigung vorgeworfen. Die Anklagevertretung musste den Nachweis führen, dass ein solches System bestand und dass „jeder der Angeklagten sich über dieses System im Klaren war, dass er wusste von dem, was mit den Häftlingen geschah, und sie musste jedem nachweisen, dass er an seinem Platz der Verwaltung, der Organisation des Lagers durch sein Verhalten, seine Tätigkeit, das Funktionieren dieses System unterstützte, an diesem Funktionieren teilhatte“. Wurde dieser Nachweis erbracht, dann zog dies als billigende Teilnahme eine Strafe nach sich; die individuelle Strafzumessung variierte nach Art und Umfang dieser Teilnahme. Dieses Rechtsinstitut war in der europäischen Rechtstradition nicht geläufig.
Im deutschen Strafrecht ist das Rechtsinstitut mit der gegenseitigen Zurechnung von Tatbeiträgen im Rahmen der mittelbaren Täterschaft und der Mittäterschaft vergleichbar.

## Vorgeschichte
Da sich die US-Anklagebehörde außerstande sah Völkermord unter dem Tatkomplex Kriegsverbrechen zu verhandeln, wurde durch den Lt. Col. Barneys vom US-amerikanischen Kriegsministerium und einem Rabbi Wise als Lösung dieses Problems die conspiracy-theory  angeführt. Nach langwierigen Verhandlungen zwischen den Alliierten wurde dieses Rechtskonstrukt auf internationales Recht transferiert und bei den Kriegsverbrecherprozessen angewendet. Der Völkermord wurde als Teil einer „übergeordneten deutschen Kriegsplanung“ definiert, an der alle Angehörigen bestimmter nationalsozialistischer Organisationen und Institutionen im Rahmen einer Verschwörung teilnahmen. War die Mitgliedschaft zu einer Organisation, wie beispielsweise der SS oder Gestapo, oder die Zugehörigkeit zu einer Institution, beispielsweise die Tätigkeit in einem Konzentrationslager, bewiesen,  konnte der Angeklagte auch für die Handlungen anderer im Rahmen einer Verschwörung verantwortlich gemacht werden. Die Berufung der Angeklagten auf Befehlsnotstand war somit von vornherein ausgeschlossen. Weitere Grundsätze beinhalteten die Aufhebung der Immunität von Repräsentanten des Staates sowie die besondere Verantwortlichkeit von Vorgesetzten, die für die Handlungen ihrer Untergebenen per se haftbar gemacht wurden. Die conspiracy-theory beziehungsweise common design spielte bei dem Nürnberger Prozess gegen die Hauptkriegsverbrecher und auch seinen Nachfolgeprozessen eine tragende Rolle. Auch bei den westalliierten Konzentrationslagerprozessen wurde dieses Rechtskonstrukt angewandt. Bereits im Bergen-Belsen-Prozess, der vom 17. September 1945 bis zum 17. November 1945 in Lüneburg vor einem britischen Militärgericht stattfand, fand die Rechtsnorm conspiracy ihre Anwendung.

## Abgrenzung von Common design und conspiracy
Obwohl common design und conspiracy auf derselben Rechtsidee basieren, gibt es dennoch marginale Unterschiede. So verlangt eine Verschwörung im Gegensatz zum gemeinschaftlichen Vorhaben den Nachweis der gemeinschaftlichen Planung des vorgeworfenen Verbrechens. Beim common design hingegen muss die Anklage beweisen, dass die einzelnen Angeklagten tatsächlich zum Zweck der Verbrechensbegehung zusammengekommen sind.